# Брайдер, Юрий Михайлович
Ю́рий Миха́йлович Бра́йдер (8 января 1948, Орша, Витебская область — 4 февраля 2007) — белорусский писатель-фантаст, писавший в соавторстве с Николаем Чадовичем. Лауреат жанровой премии «Меч Руматы» (1999), Государственной премии Приднестровской Молдавской Республики (за роман «Стрелы Перуна»); член Литературного Жюри премии «Странник». Неоднократный лауреат премии «Странник», в том числе в жанровой номинации «Меч Руматы».
Родился в белорусском городе Орша, после окончания Минского техникума связи работал в органах МВД, дослужился до звания майора милиции. С 1994 года на пенсии.
Первая совместная публикация с Николаем Чадовичем — «Нарушитель» (1983). Их знакомство состоялось в 1964 году.

## Произведения

### Романы
Соавтор: Николай Чадович
- Гражданин Преисподней (2000)
- Дисбат (2000)
- Жизнь Кости Жмуркина, или Гений злонравной любви (2001)

### Циклы произведений
Миры под лезвием секиры // Соавтор Николай Чадович
- Миры под лезвием секиры (1997)
- Между плахой и секирой (1998) — премия Меч Руматы (1999)
- Щепки плахи, осколки секиры[2] (1999)

Тропа // Соавтор Николай Чадович
- Евангелие от Тимофея (1991)
- Первые шаги по Тропе: Злой Котёл (2004)
- Хозяева Острога (2004)
- Клинки максаров (1994)
- Бастионы Дита (1996)
- Губитель максаров (2000) — Звёздный мост-2000. III место в номинации «Лучший цикл, сериал и роман с продолжением».

Особый отдел // Соавтор Николай Чадович
- Особый отдел (2005)
- Особый отдел и тринадцатый опыт (2005)
- Особый отдел и пепел ковчега (2006)
- Особый отдел и око дьявола (2006)

Охота на Минотавра // Соавтор Николай Чадович
- Гвоздь в башке (2002) — Звёздный мост-2003. III место в номинации «Лучший роман».
- Враг за Гималаями (2003)
- За веру, царя и социалистическое отечество (2003)

### Рассказы
Соавтор: Николай Чадович
- Нарушитель (1983)
- День рождения отца (1984)
- Игра в прятки (1984)
- Инопланетный сюрприз (1984)
- Каникулы на Луне (1984)
- Огненное небо (1984)
- Опасное лекарство (1984)
- Последний день практики (1984)
- Экзамен (1984)
- Лес Ксанфы (1985)
- Личный контакт (1985)
- Резидент Земли (1985)
- Посёлок на краю Галактики (1986)
- Рукопись, затерявшаяся в архиве (1987)
- Сигнал тревоги (1987)
- Телепатическое ружьё (1987)
- Ад на Венере (1988)
- Против течения (1988)
- Администрация леса (1989)
- Порядок регистрации (1989)
- Следы рептилии (1989)
- Визит инспектора (1990)
- Властелины Вселенной (1990)
- Ищейка (1990)
- Фальшивомонетчик (1990)
- Каин ещё не родился (1991)
- Мёртвая вода (1991)
- Планета Энунда (1991)
- История упадка и разрушения Н-ского завода (1994)
- Карательная экспедиция (1994)
- Мир по Эйнштейну (1994)
- Стрелы Перуна с разделяющимися боеголовками (1994)
- Учебный полёт (1994)

### Прочие произведения
- Хорошую историю жалко обрывать… (1998) // Соавтор: Николай Чадович [интервью журналу «Если»]